# Església de Sant Elefterie
Església de Sant Elefterie (en romanès: Biserica Sf. Elefterie) és una església prop de l'Òpera de Bucarest (Romania). Es troba al número 1 del carrer Saint Elefterie i va ser dissenyat per l'arquitecte Constantin Iotzu. Es tracta de l'església nova, ja que a prop hi ha una església més antiga que porta el mateix nom. Va rebre el nom de Sant Elefteri.

## Galeria

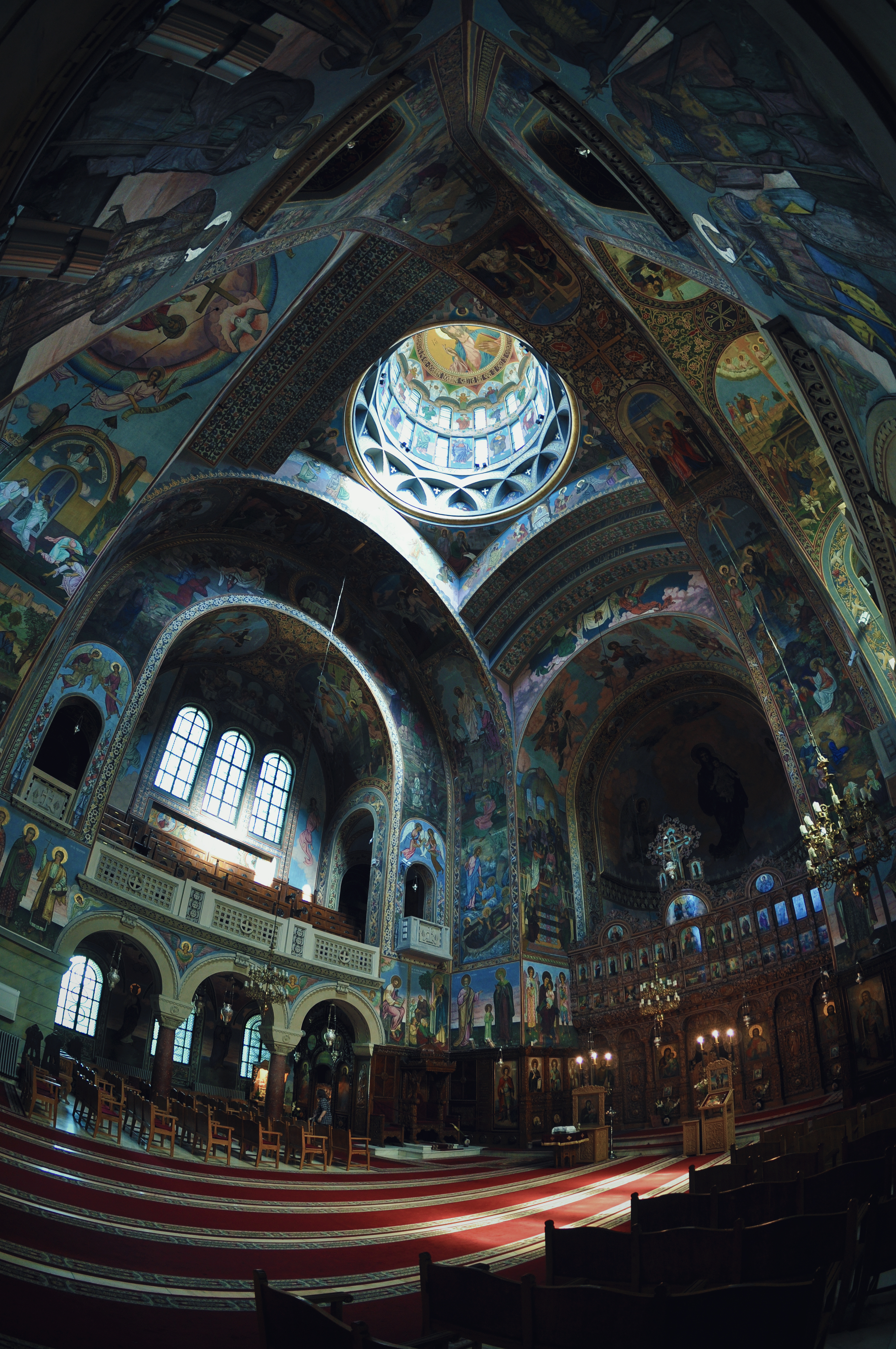
Dins de l'església
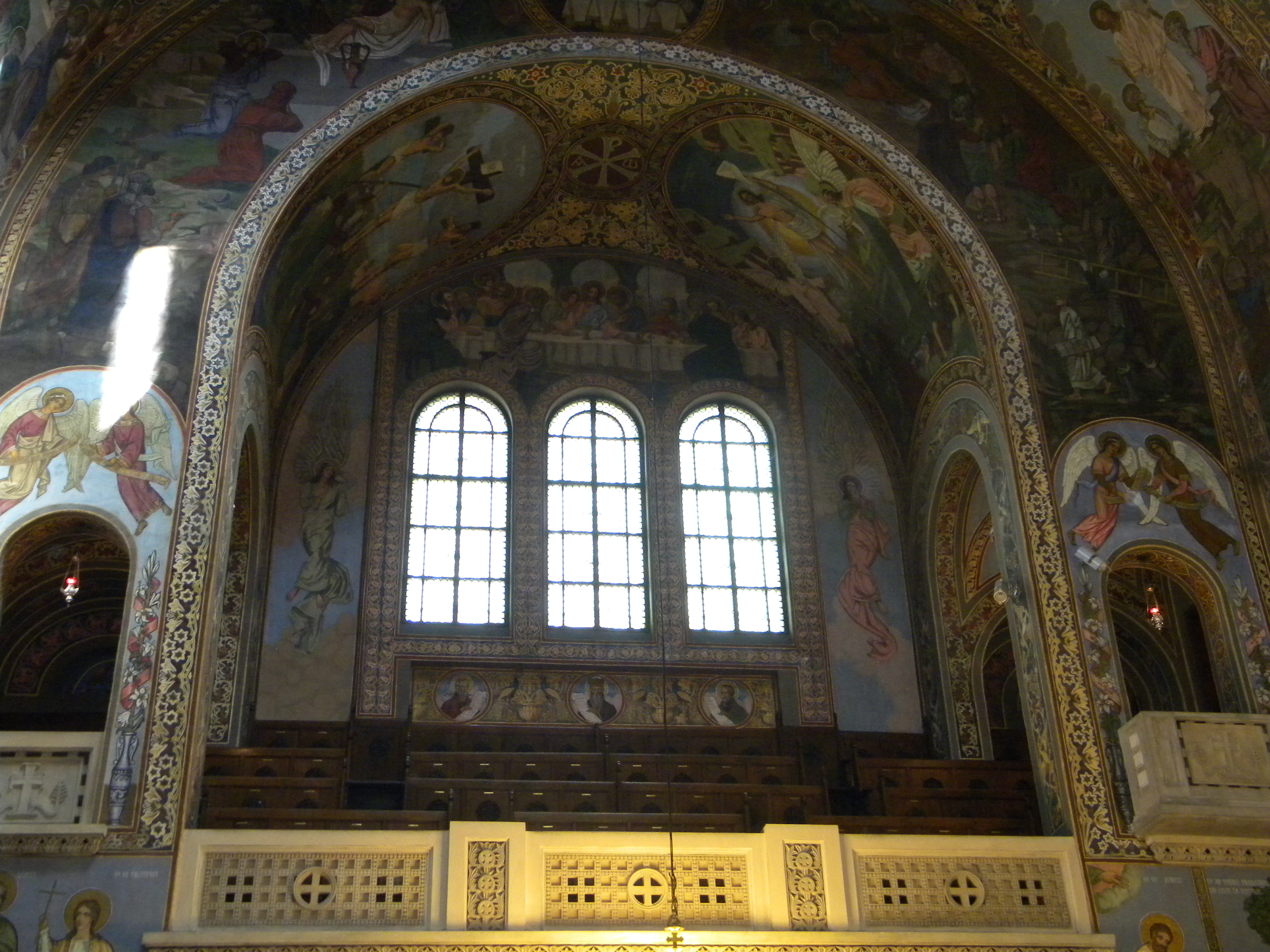
Finestral
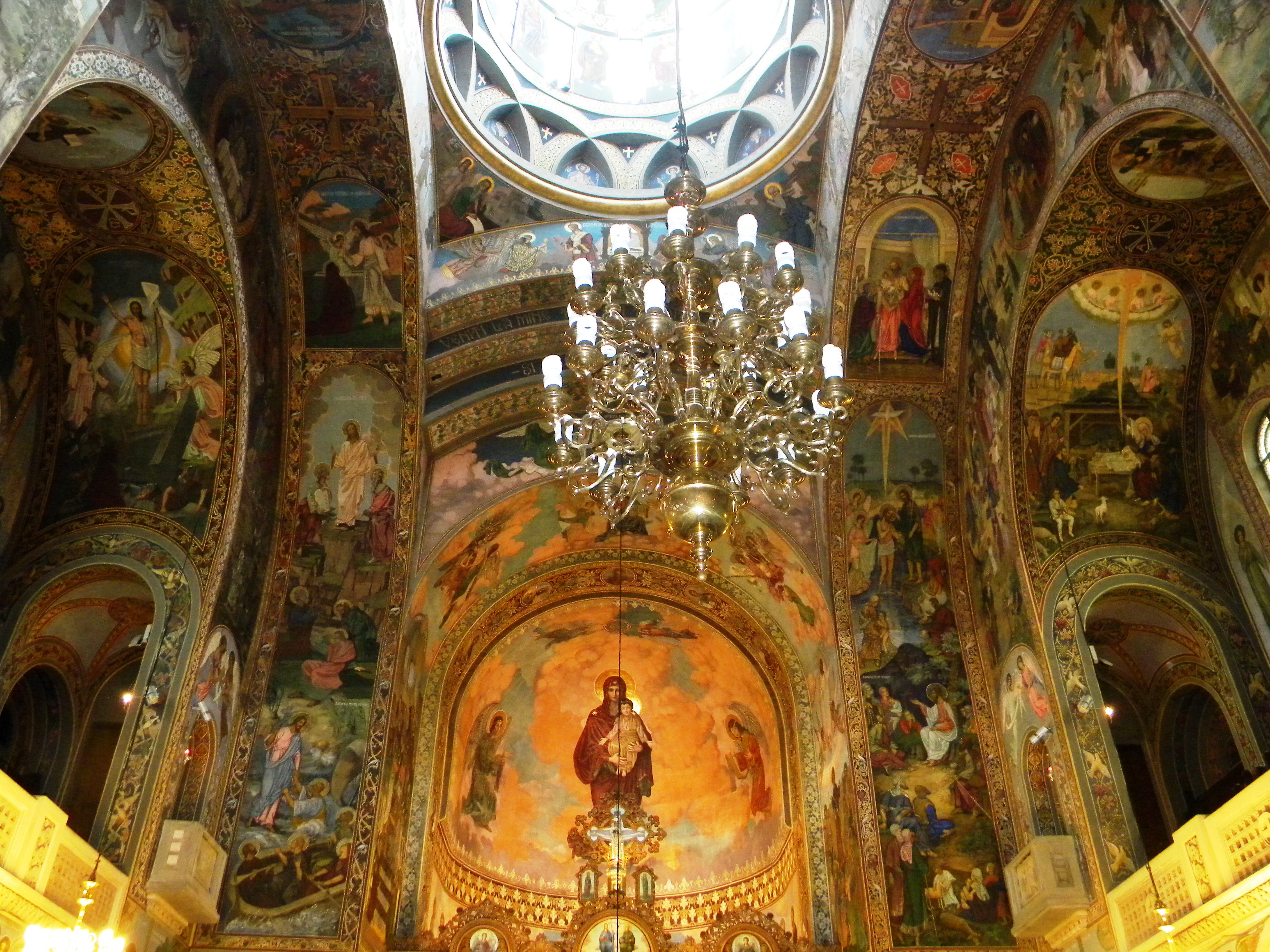
Dins de l'església
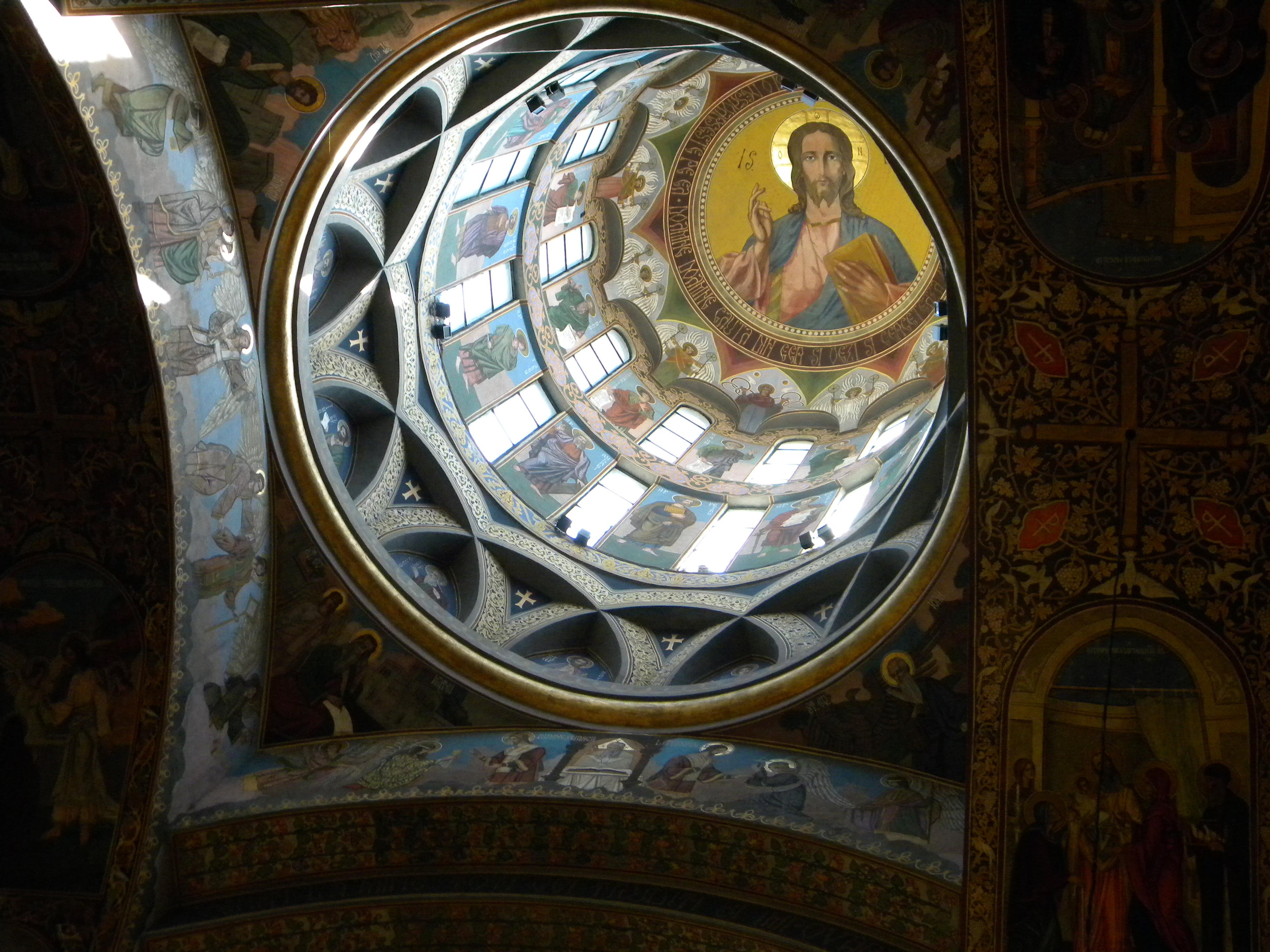
Sostre